# Antonio Hidalgo De Carlos
Antonio Hidalgo De Carlos (nacido el 16 de febrero de 1943 en Alfajarín, España) es un ex-futbolista español. Jugaba de delantero y su primer club fue el Real Zaragoza.

## Carrera
Comenzó su carrera en 1967 jugando para el Real Zaragoza. Jugó para el club hasta 1969. En ese año se pasó al Granada CF, en donde estuvo hasta 1970. En ese año se fue al CD Puertollano, jugando en ese equipo hasta 1971, cuando ese año se pasó al Villarreal CF, club en el cual Antonio se retiró en 1972.
Después jugó en el CD Menorca en la temporada 73/74.

## Clubes
| Club           | País   | Año       |
| -------------- | ------ | --------- |
| Real Zaragoza  | España | 1967-1969 |
| Granada CF     | España | 1969-1970 |
| CD Puertollano | España | 1970-1971 |
| Villarreal CF  | España | 1971-1972 |